# جان أكسل بلومبرغ
جان أكسل بلومبرغ (بالنرويجية: Jan Axel Blomberg)‏ (و. 1969  م) هو طبال، وموسيقي نرويجي، يستخدم آلات طقم طبول.

## روابط خارجية
- جان أكسل بلومبرغ على موقع IMDb (الإنجليزية)
- جان أكسل بلومبرغ على موقع ميوزك برينز (الإنجليزية)
- جان أكسل بلومبرغ على موقع ميوزك برينز (الإنجليزية)
- جان أكسل بلومبرغ على موقع أول ميوزيك (الإنجليزية)
- جان أكسل بلومبرغ على موقع ديسكوغز (الإنجليزية)
- جان أكسل بلومبرغ على موقع ديسكوغز (الإنجليزية)
- جان أكسل بلومبرغ على موقع قاعدة بيانات الفيلم (الإنجليزية)